# تامبرلین (آرکانزاس)
تامبرلین (به انگلیسی: Tomberlin) یک منطقهٔ مسکونی در ایالات متحده آمریکا است که در شهرستان واشینگتن، آرکانزاس واقع شده‌است. تامبرلین ۶۷ متر بالاتر از سطح دریا واقع شده‌است.